# خشخاش صغير
خشخاش صغير قرية سوريّة تتبع إداريّاً لمحافظة حلب منطقة عين العرب ناحية صرين، بلغ تعداد سكانها 568 نسمة حسب التعداد السكاني لعام 2004.